# Перлоц
Перлоц (итал. Perloz) је насеље у Италији у округу Долина Аосте, региону Долина Аосте.
Према процени из 2011. у насељу је живело 82 становника. Насеље се налази на надморској висини од 664 м.

## Становништво
Према резултатима пописа становништва 2011. у општини је живело 453 становника.
| 1931. | 1936. | 1951. | 1961. | 1971. | 1981. | 1991. | 2001. | 2011. |
| ----- | ----- | ----- | ----- | ----- | ----- | ----- | ----- | ----- |
| 888   | 816   | 681   | 582   | 413   | 417   | 442   | 484   | 453   |